# Dolianova
Dolianova é uma comuna italiana da região da Sardenha, na província da Sardenha do Sul, com cerca de 7.483 habitantes. Estende-se por uma área de 84 km², tendo uma densidade populacional de 89 hab/km². Faz fronteira com San Nicolò Gerrei, Sant'Andrea Frius, Serdiana, Sinnai, Soleminis, Villasalto.

## Demografia
| Variação demográfica do município entre 1861 e 2011                               |
|                                                                                   |
| Fonte: Istituto Nazionale di Statistica (ISTAT) - Elaboração gráfica da Wikipedia |